# Pusztakezes Viadal
A Pusztakezes Viadal az RTL+ és a Felix promotion szervezésében, 2025. április 19-én indult ökölvívó gála műsor.

## Története
2025. április 2-án az RTL sajtóközleményében bejelentette, hogy a Felix promotionnal közös szervezésben, Magyarországon először az RTL+ Prémium kínálatában indul Pusztakezes Viadal. Az első gálát 2025. április 19-én rendezték meg a Ríz Levente Sport-és Rendezvényközpontban.

## Mérkőzések

### 1. évad (2025)
| április 19.  | április 19.            | április 19.              |
| ------------ | ---------------------- | ------------------------ |
| Váltósúly    | Isaac Oroyovwe (HUN)   | Pavol Tajbos (SVK)       |
| Kélnehézsúly | Baracsi Dániel (HUN)   | Udovecz Miklós (HUN)     |
| Könnyűsúly   | Martonicz István (HUN) | Puskás Gergő (HUN)       |
| Középsúly    | Cservenka Róbert (HUN) | Hegyi Richard (HUN)      |
| Félnehézsúly | Veres Tibor (HUN)      | Oleksii Poznyshev (UKR)  |
| Félnehézsúly | Hámori Ádám (HUN)      | Patrick Jeviczky (CZE)   |
| Váltósúly    | Szili István (HUN)     | Maicon Kobayashi (BRA)   |
| június 14.   |                        |                          |
| Középsúly    | Udo Miki               | Baranyai József          |
| Cirkálósúly  | Rostás Márk            | Tóth Béla                |
| Harmatsúly   | Bernáth László         | Kanyó Dávid              |
| Nehézsúly    | Varga Tibor            | Dankó Gábor              |
| Könnyűsúly   | Horváth Benjamin       | Sándor András            |
| Félnehézsúly | Besztercei Rajmund     | Krammerstödter Márk      |
| Cirkálósúly  | Baracsi Dániel         | Vlatko Vojnic            |
| Nehézsúly    | Veres Tibor            | Vanderlei Marreta Junior |
| október 4.   |                        |                          |

## Évadok
| Évad | Évad | Részek száma | Részek száma | Eredeti sugárzás  | Eredeti sugárzás | Eredeti adó |
| Évad | Évad | Részek száma | Részek száma | Évadbemutató      | Évadzáró         | Eredeti adó |
| ---- | ---- | ------------ | ------------ | ----------------- | ---------------- | ----------- |
|      | 1.   | 4            | 4            | 2025. április 19. | n. a.            |             |

## Kommentátorok
Műsorvezető
     Kommentátorok
     Ringspeaker 
| Név                | Évadok       |
| Név                | 1.           |
| Műsorvezetők       | Műsorvezetők |
| ------------------ | ------------ |
| Harcsa Norbert     |              |
| Nagy Viktor        |              |
| Kommentátorok      |              |
| Farkasvölgyi Gábor |              |
| Peszlen Ferenc     |              |
| Sényei László      |              |
| Ringspeaker        |              |
| Perutek János      |              |